# Upravljanje resursima
Upravljanje resursima (resursni menadžment) u organizacionim naukama podrazumeva efikasnu i efektivnu primenu organizacionih resursa kada za njima postoji potreba. Ovi resursi mogu uključivati finansijska sredstva, inventar, ljudske veštine, proizvodne resurse ili informacione tehnologije (IT). U oblasti upravljanja projektima, razvijeni su procesi, tehnike i procedure za najbolji pristup u raspodeli resursa. Upravljanje resursima je ključni element u proceni aktivnosti resursa i projektu upravljanja ljudskim resursima. Oba su suštinske komponente sveobuhvatnog plana upravljanja projektom za uspešno izvršenje i praćenje projekta.

## Upravljanje ljudskim resursima
Ovo je nauka o alociranju ljudskih resursa u okviru različitih projekata ili poslovnih jedinica čime se povećava korišćenje raspoloživih kadrovskih resursa za postizanje poslovnih ciljeva; i obavljaju aktivnosti neophodne za održavanje te radne snage kroz identifikaciju potreba za kadrovima, planiranje i predviđanje platnog spiska i dobiti, obrazovanje i stručno usavršavanje i upravljanje njihovim radnim i životnim potrebama. Efikasno i efektivno određivanje resursa organizacionog osoblja tamo gde i kada su potrebni, da li imaju potrebne alate, obuku i veštine koje posao zahteva.

## Tehnike
Jedna od tehnika upravljanja resursima je nivelisanje resursa. Glavni cilj nivelisanja resursa je izjednačavanje zaliha raspoloživih resursa, smanjujući i višak zaliha i nedostatak. Potrebni podaci su: potražnja za različitim resursima predviđena za vremenski period u budućnosti koliko je to razumno kao i konfiguracija resursa potrebnih u potražnji, kao i ponuda resursa takođe predviđena za vremenski period u budućnosti koliko je razumno.
Cilj je postići 100% iskorišćenost, za šta postoji mala verovatnoća kada se uzmu u obzir važni pokazatelji i predmeti zadržavanja, na primer: postizanje minimalnog nivoa usluge, ali u suprotnom umanjivanje troškova.
Princip je ulaganje u resurse kao uskladištene sposobnosti, a zatim otpremanje sposobnosti prema potražnji.
Dimenzija razvoja resursa je uključena u upravljanje resursima, pri čemu se ulaganje u resurse može održati uz malo dodatno ulaganje u razvoj novih mogućnosti tražnje uz manja ulaganja od raspolaganja tekućim resursima i njihovu zamenu drugim koji imaju mogućnosti potražnje.
U očuvanju staništa, upravljanje resursima se odnosi na skup radnji koje se preduzimaju da bi se odrazio integritet prirodnih sistema. Primeri ovog oblika upravljanja su upravljanje vazdušnim resursima, očuvanje zemljišta, upravljanje šumama i divljim životinjama i upravljanje vodnim resursima. Širi pojam za ovu vrstu upravljanja resursima je upravljanje prirodnim resursima.